# 自己免疫性膵炎
自己免疫性膵炎（じこめんせきせいすいえん、英: Autoimmune pancreatitis：AIP）とは、発症の要因が自己免疫疾患によるものと考えられている膵炎の一つ。以前は「腫瘤形成性膵炎」とも呼ばれていた。

## 解説
1961年にフランスのSarles.Hらが、高γグロブリン血症や黄疸を呈し、飲酒歴がなく、石灰化や嚢胞が存在しない膵の硬化性変化を有する10症例を膵の慢性炎症性硬化症として初めて報告。その後、1978年に大垣市民病院の中野哲らが、シェーグレン症候群に合併しステロイドが著効した膵腫瘤として報告された。1991年には旧東京都立駒込病院の川口研二らによって、病理学的な特徴としてのLPSP像が報告され、1992年に東京女子医科大学八千代医療センターの土岐文武らによって「膵管狭小化慢性膵炎」という概念が報告され、1995年に昭和大学医学部の吉田仁らと共に「自己免疫性膵炎」の提唱がなされてきた。2001年には信州大学医学部の浜野英明らによって血清IgG4高値が多いことが報告され、IgG4関連疾患の一つとして扱われるようになってきた。
中高年（60歳代）の男性に多く認められる。自覚症状の他に、胆道系酵素（血中膵酵素・肝胆道系酵素・総ビリルビン）の上昇、閉塞性黄疸、糖尿病などを指摘され、膵癌や胆管癌た検査や、腹部超音波検査における膵腫大がきっかけとなり診断される事がある。

## 病理
日本では、IgG4陽性の形質細胞やリンパ球浸潤像と閉塞性静脈炎像を特徴とするリンパ形質細胞性硬化性膵炎(lymphoplasmacytic sclerosing pancreatitis;LPSP)像がほとんどであるが、欧米では、顆粒球上皮病変(granulocytic epithelial lesion;GEL)を呈する特発性膵管破壊性慢性膵炎(idiopathic ductcentric chronic pancreatitis:IDCP)像が認められることが多い。
2011年に国際コンセンサス診断基準において以下に分類された。
- LPSP ： type1 AIP - 1型自己免疫性膵炎
- IDCP ： type2 AIP - 2型自己免疫性膵炎

## 症状
胆汁が十二指腸に流れにくくなり閉塞性の黄疸を生じる事が多く、腹痛は感じないか軽い事が多い。糖尿病の発症や悪化がきっかけとなり診断される事もある。2型自己免疫性膵炎の場合は急性膵炎を伴う事がある。
主要症状は、
- 閉塞性黄疸 33 - 59%
- 腹痛 32%
- 背部痛 15%
- 体重減少 15%
- 食欲不振 9%
- 全身倦怠感 9%
- 便通異常 7%
- 発熱 6%
- なし 15%

## 診断
特徴的な検査所見は無く自己免疫性膵炎診療ガイドライン2013に基づき診断が行われる。以下はガイドラインより引用
診断項目
1. 膵腫大
a．びまん性腫大(diffuse)
b．限局性腫大(segmental/focal)
2. 主膵管の不整狭細像：ERP
3. 血清学的所見
高IgG4血症（135mg/dL以上）
4. 病理所見：以下の1-4の所見のうち、
a．3つ以上を認める。
b．2つを認める。
  1. 高度のリンパ球、形質細胞の浸潤と、線維化
  2. 強拡１視野当たり10個を超えるIgG4陽性形質細胞浸潤
  3. 花筵状線維化（storiform fibrosis）
  4. 閉塞性静脈炎（obliterative phlebitis）
5. 膵外病変：硬化性胆管炎、硬化性涙腺炎・唾液腺炎、後腹膜線維症
a．臨床的病変
臨床所見及び画像所見において、膵外胆管の硬化性胆管炎、硬化性涙腺炎・唾液腺炎（ミクリッツ（Mikulicz）病）あるいは後腹膜線維症と診断できる。
b. 病理学的病変
硬化性胆管炎、硬化性涙腺炎・唾液腺炎、後腹膜線維症の特徴的な病理所見を認める。

- オプション
ステロイド治療の効果

1. 専門施設においては、膵癌や胆管癌を除外後に、ステロイドによる治療効果を診断項目に含むこともできる．悪性疾患の鑑別が難しい場合は超音波内視鏡下穿刺吸引(EUS－FNA)細胞診まで行っておくことが望ましいが、病理学的な悪性腫瘍の除外診断なく、ステロイド投与による安易な治療的診断は避けるべきである。

診断のカテゴリー
Definite：
1. びまん型：1a ＋（3、4b、5a、5bのうち1つ以上）を満たすもの
2. 限局型：1b ＋2＋（3、4b、5a、5bのうち2つ以上）を満たすもの
1b ＋2 ＋（3、4b、5a、5bのうち1つ）＋オプションを満たすもの
3. 病理組織学的確診：４aを満たすもの

Probable
Possibleの基準＋オプションを満たすもの
Possible：自己免疫性膵炎を示唆する限局性膵腫大を呈する例でERP 像が得られなかった場合、（EUS-FNAで膵癌を除外）＋（3、4b、5a、5bの１つ以上）を満たすもの

### 画像検査
腹部超音波検査・CT検査・MRI検査等によって以下の所見が認められる。
- びまん性ないし限局性の膵臓の腫大像（Echo：低Echo像 CT：周囲と同造影像 ）
- 主膵管の狭小像・比較的に上流膵管の拡張像は認めないことが多い

また、診断的検査として超音波内視鏡による針生検が行われる。

## 治療
ステロイド投与によって著効してくる。基本的に膵癌と疑われて鑑別が非常に苦慮する疾患でもあり、診断に難渋することが多い。